# 강윤 해시계
강윤 해시계 또는 강윤일구(姜潤日晷)는 조선 후기에 만들어진 서양식 해시계이다. 한성판윤을 지낸 강윤(姜潤, 1830~1898)과 동생 강건(姜湕, 1843~1909)이 1881년(고종 18년) 만들었다.
불완전한 원에 묘시(卯時)부터 유시(酉時)까지의 낮 동안의 시각을 눈금으로 표시하였는데, 각 시각은 다시 6등분되어 있다. 남쪽 방향에는 ‘북극고(北極高)37도39분15초’라고 한양의 북극고도를 전자체(篆字體)로 새겨 놓았다. 이러한 평면일구는 휴대용으로도 만들어졌는데, 이러한 경우에는 접을 수 있는 3각시표(三角時表)와 지남침이 달려 있었다.
이 해시계는 서양 고대·중세의 전통적 해시계가 중국 해시계의 영향을 받은 것이라 할 수 있다. 이는 중국의 시각의 형식을 따른 조선시대의 마지막 해시계였다. 조선말에는 서구의 신과학문화를 직접 받아들여 아라비아 숫자의 공용(公用)으로 종래의 전통적 12시각제가 서양식 24시간제로 바뀌어 해시계도 그 시제(時制)에 맞게 제작되었다. 시반에는 아라비아 숫자로 아침 6시에서 12시, 이어서 오후 1시에서 6시까지의 12시간의 낮 동안의 시각을 나타낸 13개의 선이 그어졌다.
이러한 형식의 해시계는 한말(韓末)에 휴대용으로도 제작·사용되었는데, 한국에서 제작된 마지막 해시계였다.
국립고궁박물관에서 소장하고 있다.